# White & Thompson Bognor Bloater
Le White & Thompson Bognor Bloater était un biplan de reconnaissance britannique de la première Guerre mondiale. Il a été conçu et construit par White & Thompson Limited (en)  de Middleton-on-Sea, près de Bognor Regis, Sussex, pour l'Amirauté en tant que concurrent du Royal Aircraft Factory BE.2. Désigné NT3 par White & Thompson, on ne sait pas s'il existait une désignation officielle pour l'avion, qui était connu en service sous le surnom de Bognor Bloater.

## Design et développement
Le Bloater était un biplan tracteur conventionnel à portée inégale avec un fuselage monocoque et propulsé par un moteur Renault de 70 ch (52 kW) . Douze ont été commandés mais seulement dix ont été livrés, les deux autres retenus pour les pièces de rechange. Le surnom de Bloater vient du fuselage monocoque inhabituel en cèdre cousu de cuivre (Consuta) construit par S.E. Saunders (plus tard Saunders-Roe), le premier avion de série à utiliser la technique monocoque.
Le prototype a été piloté pour la première fois le 8 mars 1915 à Bognor par Eric Gordon England (en) .

## Historique opérationnel
Les Bloaters sont entrés en service dans le Royal Naval Air Service en 1915 et n'avaient qu'un service limité dans les rôles de communication et d'entraînement, mais principalement lors de patrouilles côtières depuis les stations aériennes d'Eastbourne, Great Yarmouth et Killingholme.

## Opérateurs
Royaume-Uni
- Royal Naval Air Service

## Caractéristiques
- Équipage: 2 (pilote, observer)

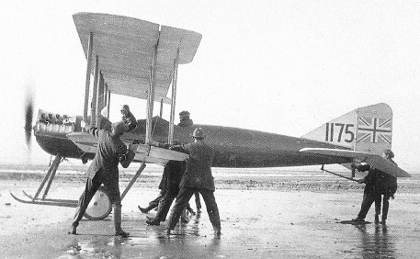
Élévation latérale

- Longueur: 28 pieds 3 pouces (8,61 m)
- Envergure: 37 pieds 0 pouces (11,28 m)
- Hauteur: 12 pieds 0 pouces (3,66 m)
- Motorisation: 1 × Renault 70 hp , 70 hp (52 kW)